# Arc/Weld
Arc/Weld è un triplo album live di Neil Young uscito nel 1991, il primo dai tempi di Live Rust del 1979. Registrato durante il tour promozionale di Ragged Glory è considerato il suo live più energico, e da molti uno dei migliori della storia del rock.
È diviso in due parti:
- Weld composto da due dischi con 8 canzoni ciascuno. Oltre ai cavalli di battaglia ci sono molti brani provenienti da due album più recenti, Freedom e Ragged Glory. L'unico inedito è la cover elettrica del famoso brano di Bob Dylan Blowin' in the Wind.
- Arc è il terzo disco in omaggio nell'edizione speciale da 25 000 copie. È una traccia unica di 35 minuti composta da intro e finali di pezzi suonati dal vivo, risultando così un collage di rumori dissonanti e feedback. Alcuni giudicano Arc una prova di creatività, altri lo ritengono un esperimento mal riuscito. L'album è stato in seguito pubblicato separatamente in formato EP.[2]

## Tracce
- Tutti i brani sono opera di Neil Young, eccetto dove indicato diversamente.

### Disco 1
1. Hey Hey, My My (Into the Black) - 5:42
2. Crime in the City - 6:32
3. Blowin' in the Wind (Bob Dylan) - 6:49
4. Welfare Mothers - 7:04
5. Love to Burn - 10:01
6. Cinnamon Girl - 4:45
7. Mansion on the Hill - 6:14
8. F*!#in' Up - 7:09

### Disco 2
1. Cortez the Killer - 9:46
2. Powderfinger - 5:58
3. Love and Only Love - 9:17
4. Rockin' in the Free World - 9:22
5. Like a Hurricane - 14:00
6. Farmer John (Ted Harris) - 5.00
7. Tonight's the Night - 8:45
8. Roll Another Number (For the Road) - 5:19

### Disco 3
1. Arc - 34:57

## Video
È stato pubblicato un video omonimo di 105 min. edito da Warner che testimonia la vitalità delle performance di Neil Young nonostante l'età e gli anni di carriera.